# Otinotoides spicata
Otinotoides spicata är en insektsart som beskrevs av William Lucas Distant. Otinotoides spicata ingår i släktet Otinotoides och familjen hornstritar. Inga underarter finns listade i Catalogue of Life.